# ياسمين راشد
ياسمين راشد (وُلدت في الواحد و العشرين من سبتمبر عام 1950)،

هي سياسية باكستانية، وناشطة اجتماعية، وهي كذلك وزيرة مقاطعة البنجاب الحالية للرعاية الصحية الأولية والثانوية، والرعاية الصحية المتخصصة والتعليم الطبي، تولت منصبها منذ 27 أغسطس عام 2018. هي أيضاً عضو في مجلس مقاطعة البنجاب الإقليمي منذ 15 أغسطس 2018.

## النشأة المبكرة و التعليم
وٌلدت ياسيمن راشد في چکوال، البنجاب (باكستان)، أكملت تعليمها المبكر في قرية نيلا في منطقة چکوال، قبل انتقالها إلى لاهور حيث تلقت تعليمها هناك في دير عسيى ومريم، تزوجت عام 1972.
في عام 1978، قامت بدراسة MBBS في من جامعة فاطمة جناح الطبية في لاهور. انتقلت عام 1984 إلى المملكة المتحدة والتحقت بالكلية الملكية لطب التوليد وأمراض النساء، وحصلت عام 1989 على درجة MRCOG، بعد ذلك بعام حصلت على درجة FRCOG. ثم حصلت على شهادة في FCPS من كلية كاراشي للأطباء والجراحين في باكستان.

## الحياة المهنية
عَمِلت كرئيسة للجمعية الطبية الباكستانية منذ عام 1998 إلى عام 2000، وعَمِلت كذلك رئيسة لفرع الجمعية الطبية الباكستانية في لاهور من عام 2008 إلى عام 2010. وقد كانت رئيسة فرق العمل المعنية بتنمية المرأة، ورئيسة لجنة صحة المرأة في البنجاب.
عملت كرئيسة قسم أمراض النساء والتوليد في جامعة الملك إدوارد الطبية. كما عملت في جامعة روالبندي الطبية، وجامعة فاطمة جناح الطبية، وترأس قسم علم الأنساب في كلية سنترال بارك الطبية. 
 She also worked in Rawalpindi Medical University، Fatima Jinnah Medical University and headed the Genealogy department of Central Park Medical College.

## المسيرة السياسية
تقاعدت ياسمين راشد من الخدمة الحكومية في عام 2010، وانضمت إلى حركة الإنصاف الباكستانية بناءاً على نصيحة والد زوجها. تم ترشيحها من قِبَل المجلس الوطني الباكستاني لتكون عضو في NA-120 (لاهور -3)، لكن ذلك لم ينجح. حصلت على 52354 صوتاً ضد رئيس الرابطة الإسلامية الباكستانية نواز شريف الذي حصد بـ 91.683 صوتاً. 
تم ترشيحها من قِبَل الجمعية الإقليمية للبنجاب كمرشحة في PTI لمقعد محجوز للنساء في الانتخابات العامة الباكستانية 2018.
تم اختيارها من قِبَل مجلس وزراء البنجاب الإقليمي لرئيس الوزراء سردار عثمان بوزدار في 27 أغسطس عام 2018، وتم تعيينها كوزيرة مقاطعة البنجاب الإقليمية للرعاية الصحية الأولية والثانوية، مع الحقيبة الوزارية الإضافية للرعاية الصحية المتخصصة والتعليم الطبي. 

## العائلة
تزوجت ياسمين راشد من رشيد نبي مالك، و ينتمي زوجها إلى عائلة سياسية بارزة، حيث أنه نجل وزير التربية والتعليم السابق في وزارة مقاطعة بنجان مالك غلام نابي، وظل منتسباً إلى حزب الشعب الباكستاني وكان مرشحاً له في الانتخابات العامة ما بين عامي 1990 و 1993.
 Her brother-in-law, Shahid Nabi Malik, remained affiliated with the حزب الشعب الباكستاني and was their candidate in the general elections in 1990 and 1993.